# Gus Lewis
Pour les articles homonymes, voir Lewis.
Gus Lewis, né le 19 janvier 1993, est un acteur anglo-américain. Il est connu pour avoir tenu le rôle du jeune Bruce Wayne dans le film Batman Begins en 2005. La même année, il a interprété le rôle de Charlie Raphael dans Asylum.

## Biographie
Il est né de parents anglais, Helena et Andrew Lewis à New York.